# Verneil-le-Chétif

Verneil-le-Chétif este o comună în departamentul Sarthe, Franța. În 2009 avea o populație de 643 de locuitori.